# Пјано д'Арниче (Козенца)
Пјано д'Арниче је насеље у Италији у округу Козенца, региону Калабрија.
Према процени из 2011. у насељу је живело 166 становника. Насеље се налази на надморској висини од 1019 м.